# Antonio Candeias Duarte
Antonio Candeias Duarte conhecido como Hélio Negro foi um anarquista e tipógrafo na cidade de São Paulo nas primeiras décadas do século XX. Teve papel de destaque na Greve Geral de 1917. Apesar de ser anarquista em maio de 1919 escreveu juntamente com Edgard Leuenroth o livreto "O que é Maximismo ou Bolchevismo: programa comunista".
Neste programa esboçaram o que eles entendiam na época ser uma sociedade libertária. Afirmavam que o trabalho racional produtivo, que deveria ser de utilidade pessoal e coletiva, seria a única base da vida social e que ninguém entre os 18 e os 50 anos poderia se esquivar de prestar sua contribuição material (física) ou intelectual para as necessidades da comunidade. Trabalho este organizado para se ter o máximo de produtividade onde cada um poderia escolher a profissão que quisesse desde que levasse em conta as necessidades coletivas. Bom frisar que neste momento acreditavam que a Revolução Russa, cujas notícias chegaram recentemente ao Brasil fora feita por libertários. E fundaram nesta época (1919) um Partido Comunista anarquista.